# John D. Sargan
John Denis Sargan est un économètre britannique, né le 23 août 1924 et mort le 13 avril 1996, spécialisé dans l'analyse des séries temporelles. Sargan a effectué plusieurs contributions notables, en particulier sur les méthodes des variables instrumentales, les séries d'Edgeworth pour les distributions d'estimateurs économétriques, les conditions d'identification dans les modèles à équations simultanées, les tests asymptotiques de suridentification dans les équations homoscédastiques.
Sargan a été professeur d'économétrie à la London School of Economics de 1964 à 1984. Il a été le directeur de thèse de plusieurs économètres reconnus, dont Alok Bhargava, David Forbes Hendry, Esfandiar Maasoumi, Peter C.B. Phillips et Manuel Arellano.
Il a également été président de la Société d'économétrie, membre de la British Academy et membre de l'Académie américaine des arts et des sciences.